# Valencianas de Juncos
Le Valencianas de Juncos sono una franchigia pallavolistica femminile di portoricana, con sede a Juncos: militano nella Liga de Voleibol Superior Femenino.

## Storia
Le Valencianas de Juncos vengono fondate nel 2004, quando il titolo delle Conquistadoras de Guaynabo viene traslato alla città di Juncos. Debuttano nella Liga de Voleibol Superior Femenino nella stagione 2005, piazzandosi all'ottavo posto. Nel campionato 2007 si qualificano per la prima volta in finale: dopo il terzo posto in regular season, si aggiudicano il primo titolo della loro storia, battendo in finale le Criollas de Caguas.
Dopo il quarto posto nelle stagioni 2008 e 2009, non riescono più a ripetersi, finendo sempre in bassa classifica. Nel campionato 2017 raggiungono la seconda finale della propria storia, affrontando nuovamente le Criollas de Caguas, uscendo però sconfitte in questa occasione. Nel 2021 la franchigia si fonde con le Amazonas de Trujillo Alto: come risultato della fusione la franchigia di Trujillo Alto scompare, venendo accorpata dalle Valencianas de Juncos.

## Rosa 2025
| N° | Nome                | Ruolo | Data di nascita  | Nazionalità sportiva |
| -- | ------------------- | ----- | ---------------- | -------------------- |
| 1  | Keishlyann Sánchez  | S     | 9 novembre 2001  | Porto Rico           |
| 2  | Gabriela Cabrera    | S     | 26 dicembre 2001 | Porto Rico           |
| 3  | Jaelyn Hodge        | S     | 25 agosto 2002   | Stati Uniti          |
| 4  | Nomaris Vélez       | L     | 11 giugno 1993   | Porto Rico           |
| 5  | Jerika Rodríguez    | L     | 11 gennaio 2004  | Porto Rico           |
| 6  | Kayleen Laguna      | S     | 26 aprile 2005   | Porto Rico           |
| 7  | Yaidaliz Rosado     | L     | 24 aprile 2002   | Porto Rico           |
| 8  | Naomi Cabello       | P     | 14 giugno 2002   | Porto Rico           |
| 9  | Paola Matos         | O     | 24 dicembre 2002 | Porto Rico           |
| 10 | Seliann Concepción  | S     | 2 febbraio 2000  | Porto Rico           |
| 11 | Elissa Alcántara    | O     | 11 gennaio 2001  | Porto Rico           |
| 12 | Richmille Del Valle | C     | 4 febbraio 2002  | Porto Rico           |
| 14 | Lindsay Stalzer     | S     | 25 luglio 1984   | Stati Uniti          |
| 15 | Adriana Rodríguez   | C     | 25 maggio 2002   | Porto Rico           |
| 16 | Alanys Otero        | P     | 2 febbraio 2005  | Porto Rico           |
| 17 | Alexia Kuehl        | C     | 11 agosto 2001   | Stati Uniti          |
| 18 | Gabrielle Gonzales  | S     | 5 ottobre 2000   | Stati Uniti          |
| 18 | Emily Elliott       | O     | 14 febbraio 2003 | Stati Uniti          |
| 19 | Markenzie Benoit    | C     | 12 maggio 1999   | Stati Uniti          |

## Palmarès
- Campionato portoricano: 1

2007